# فرانسوا کلر (بازیکن فوتبال)
فرانسوا کلر (انگلیسی: François Keller؛ زادهٔ ۲۷ اکتبر ۱۹۷۳) بازیکن فوتبال اهل فرانسه است.
از باشگاه‌هایی که در آن بازی کرده‌است می‌توان به باشگاه فوتبال استراسبورگ و باشگاه فوتبال فولام اشاره کرد.